# Yasuhiro Hanada
Yasuhiro Hanada (花田 康弘 Hanada Yasuhiro, sinh ngày 22 tháng 5 năm 1999) là một cầu thủ bóng đá người Nhật Bản thi đấu ở vị trí hậu vệ.